# أندري بيتيم
أندري بيتيم (بالإنجليزية: Andre Petim)‏ (3 أغسطس 1985 بكيب تاون في جنوب أفريقيا - ) هو لاعب كرة قدم جنوب أفريقي في مركز حراسة المرمى. لعب مع أياكس كيب تاون ولمونتفيل غولدن أروز ‏ وVasco da Gama F.C. ‏.